# Anna Cathcart
Anna Cathcart (* 16. Juni 2003 in Vancouver, British Columbia) ist eine kanadisch-US-amerikanische Schauspielerin.

## Leben
Cathcart begann ihre Karriere im Alter von acht Jahren als Kinderdarstellerin. Von 2016 bis 2019 war sie in der Kinderserie Odd Squad – Junge Agenten retten die Welt als Agentin Olympia zu sehen. Für diese Rolle wurde sie 2018 für den Canadian Screen Award als beste Schauspielerin in einer Jugend- oder Kinderserie nominiert. Von 2016 bis 2017 moderierte sie als Agent Olympia eine wöchentliche Online-Videoserie namens OddTube, in der sie Fragen von Fans beantwortete, interessante Bereiche des Odd Squad-Hauptquartiers besichtigte und sich mit besonderen Gästen traf. Im Fernsehfilm Descendants 2 – Die Nachkommen spielte sie Dizzy Tremaine, Enkelin der bösen Stiefmutter aus dem Film Cinderella. 2018 war sie in einer Hauptrolle in dem Netflix-Film To All the Boys I’ve Loved Before zu sehen und spielte Kitty Song-Covey, die jüngere Schwester der Protagonistin Lara Jean. Sie war auch in den Fortsetzungen To All the Boys: P.S. I Still Love You und To All the Boys: Always and Forever beteiligt. Diese Rolle nahm sie für die Spin-off-Serie XO, Kitty wieder auf. Für das Lied Good to Be Bad erhielt sie in den USA eine Goldene Schallplatte. Seit 2023 studiert sie Soziologie und kreatives Schreiben an der University of British Columbia.

## Filmografie
- 2016: Odd Squad: The Movie
- 2016–2019, 2022: Odd Squad – Junge Agenten retten die Welt (Odd Squad, Fernsehserie, 36 Episoden)
- 2017: Dino Dana (Fernsehserie, 2 Episoden)
- 2017: Descendants 2 – Die Nachkommen (Descendants 2, Fernsehfilm)
- 2017: Once Upon a Time – Es war einmal … (Once Upon a Time, Fernsehserie, 2 Episoden)
- 2018: Odd Squad – World Turned Odd (Fernsehfilm)
- 2018: To All the Boys I’ve Loved Before
- 2019: Descendants 3 – Die Nachkommen (Descendants 3, Fernsehfilm)
- 2019: Spring Breakaway
- 2019: Layne am Limit (Fast Layne, Fernsehserie, 4 Episoden)
- 2019: Zoe Valentine (Fernsehserie, 15 Episoden)
- 2020: To All the Boys: P.S. I Still Love You
- 2021: To All the Boys: Always and Forever
- 2021: Spin – Finde deinen Beat (Spin, Fernsehfilm)
- 2021: Descendants – The Royal Wedding (Animationsspecial, Sprechrolle)
- 2022: Sesame Street Coming Together – Word of the Day (Fernsehspecial)
- seit 2023: Xo, Kitty (Fernsehserie)